# Kapuka South
Kapuka South est une localité de la région de Southland située dans l’Île du Sud de la Nouvelle-Zélande.

## Situation
Elle est  située au niveau de la baie de Toetoes et du  lagon de Waituna (en).
Les localités de Kapuka et de Ashers sont localisées au nord sur le trajet de la route touristique du sud (en).

## Économie
L’agriculture occupe une place prépondérante dans l’économie de Kapuka South du fait de sa situation rurale.
D'importants gisements  de charbon de lignite se trouvent à proximité de Kapuka South.
Le bassin minier de Ashers-Waituna contient environ 746 tonnes de charbon exploitable.
Des travaux d'exploration ont été entrepris mais l’exploitation commerciale des mines n’a pas encore été entreprise.

## Éducation
Kapuka South avait autrefois une école primaire, Kapuka South School, ouverte dans la première moitié du XXe siècle.
Après sa fermeture, le bâtiment est devenu le Kapuka South Hall, et entre 2006 et 2008, le Clay Target Gun Club.

## Voir Aussi
- Liste des villes de Nouvelle-Zélande
- district de Southland